# إيفان كريلوف
إيفان أندريفيتش كريلوف (الروسية: Ива́н Андре́евич Крыло́в) ( 13 فبراير 1769 - 21 نوفمبر 1844) وهو كاتب قصص أسطورية روسي، وكان سابقاً كاتبًا مسرحيًّا وصحفيًّا، اكتشف نوع كتاباته عندما كان في سن 40. كانت أغلب أساطيره مبنية على أساطير إيسوب وأساطير لافونتين لكن لاحقاً كتب أساطير بنفسه مع طابع من الشعر.

## حياته
ولد إيفان كريلوف في موسكو، لكنه قضى سنواته الأولى في أورينبورغ وتفير. استقال والده، الضابط العسكري المتميز، في عام 1775 وتوفي في عام 1777، تاركًا خلفه عائلة معدمة. وبعد بضع سنوات، انتقل كريلوف ووالدته إلى سان بطرسبرغ على أمل الحصول على معاش حكومي. هناك، حصل كريلوف على وظيفة في الخدمة المدنية، لكنه تخلى عنها بعد وفاة والدته في عام 1788. بدأت مسيرته الأدبية في عام 1783، عندما باع لأحد الناشرين روايته الكوميدية «عراف القهوة» التي كتبها في سن الرابعة عشرة، على الرغم من أنها لم تُنشر أو تُعرض في النهاية. حصل مقابلها على ستين روبلًا، واشترى بهم أعمال موليير وراسين وبويلو، وربما كان تحت تأثيرهم عندما كتب مسرحياته الأخرى، والتي لم تنشر، من بينها فيلوميلا (كتبت في 1786) حتى عام 1795.
حاول كريلوف أيضًا منذ عام 1789، بدء مجلة أدبية ثلاث مرات، ورغم أن أيا منها لم يحقق تداولًا كبيرًا أو استمر لأكثر من عام. وعلى الرغم من عدم النجاح، ساعدت روح مسرحياته الكوميدية التهكمية والهزلية وروح الدعابة من أفلامه الكوميدية المؤلف على اكتساب الاعتراف في الأوساط الأدبية. لمدة أربع سنوات (1797-1801)، عاش كريلوف في الحوزة الريفية للأمير سيرجي غاليتزين، ولما عُين الأمير حاكمًا عسكريًا لليفونيا، رافقه سكرتيرًا ومعلمًا لأطفاله، واستقال من منصبه في عام 1803. لا يُعرف عنه الكثير في السنوات التي تلت ذلك مباشرة، بخلاف أكثر الحكايات شيوعًا عن تجوله من مدينة إلى أخرى للعب الورق. وصل إلى موسكو بحلول عام 1806، حيث نشر الشاعر والمرجع إيفان ديميترييف ترجمته لاثنين من خرافات جان دي لا فونتين، «البلوط والقصب» و«العروس صعبة الإرضاء»، وشجعه على المزيد. ومع ذلك، سرعان ما انتقل إلى سان بطرسبرغ وعاد لكتابة المسرحيات بمزيد من النجاح، لا سيما مع إنتاج «محل الموضة» و«عظة للفتيات» اللاتي سخر فيهم من ميل النبلاء إلى كل ما هو فرنسي، وهو أسلوب كرهه طوال حياته.
ظهرت أول مجموعات كريلوف من الحكايات الخرافية، وعددها 23، في عام 1809 واستُقبلت بحماس. بعد ذلك تخلى عن الدراما بسبب كتابة الحكايات الخرافية، بحلول نهاية حياته المهنية، كان قد أكمل حوالي 200 حكاية، وقام بمراجعتها باستمرار مع كل إصدار جديد. من 1812 إلى 1841، كان يعمل في المكتبة العامة الإمبراطورية، كمساعد أولًا، ثم كرئيس لقسم الكتب الروسية، وهو منصب لا يتطلب الكثير مما أتاح له الكثير من الوقت للكتابة. وكتكريم لسمعته المتنامية: اعترفت به أكاديمية العلوم الروسية كعضو في عام 1811، ومنحته الميدالية الذهبية في عام 1823. وفي عام 1838، أقيم احتفال كبير على شرفه تحت الحكم الإمبراطوري، ومنحه الإمبراطور نيكولاس، الذي كان على علاقة ودية معه، معاشًا سخيًا.
بعد عام 1830 كتب القليل وأصبح بشكل متزايد قليل الحركة في حياته. ورويت العديد من القصص شبه الأسطورية عن كسله، ونهمه ومكره وسرعة بديهيته. قرب نهاية حياته، عانى كريلوف من نزيفين دماغيين واستضافته الإمبراطورة للتعافي في قصر بافلوفسك. بعد وفاته في عام 1844، دُفن بجانب صديقه وزميله المكتبي نيكولاي غنيديش في مقبرة تيخفين.

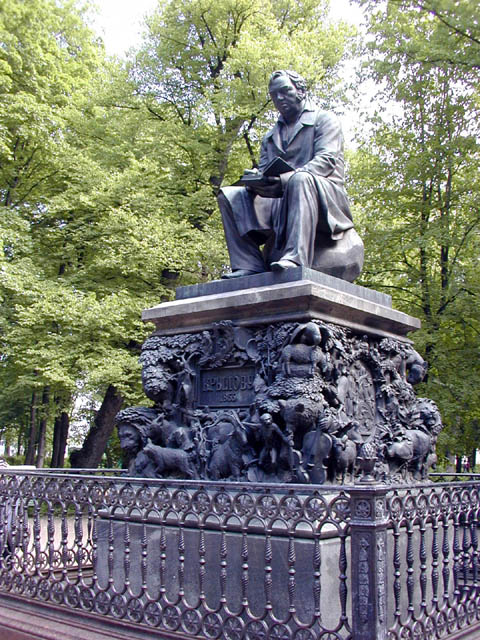
نصب تذكاري لإيفان كريلوف في سمر قاردن

## الآثار الفنية
بدأ رسم لوحات لكريلوف مع انتشار شهرة حكاياته الخرافية، ابتداءً من عام 1812 مع تصوير رومان إم. فولكوف التقليدي له مع يد ممدودة على الكتب والآخر يمسك ريشة وهو يحدق في الفضاء، مُنتظرًا الإلهام. واتُبعت الصيغة نفسها تقريبًا في 1824 في لوحة لـ بيتر أ. أولينين (1794-1868) وتلك التي رسمها بها يوهان ليبرشت إيينك عام 1834. وأنتج غريغوري تشيرنيتسوف عام 1832 عملًا فنيًا يضم تمثالًا كبيرًا له مع زملائه الكتّاب ألكساندر بوشكين وفاسيلي جوكوفسكي ونيكولاي جونديش. وُضع هذا العمل في الحديقة الصيفية (سانت بطرسبرغ)، لكن المجموعة، مع العديد من الآخرين، استقرت في نهاية المطاف في مقدمة ميدان مارس الذي اكتمل في عام 1837.
في عام 1830، نحت الأكاديمي صامويل آي جالبيرج تمثالًا نصفيًا لكريلوف. وربما كان هذا أو واحد آخر هو ما قدّمه الإمبراطور لابنه ألكساندر كهدية للعام الجديد في عام 1831. وضع تمثال نصفي أيضًا على الطاولة أمام مقعد كريلوف في مأدبة الذكرى السنوية التي أقيمت على شرفه في عام 1838. ووضع تمثاله الأكثر شهرة في حديقة الصيف (1854-1855) بعد عشر سنوات من وفاته. ويعتبر ذلك أول أثر أُقيم للشاعر في أوروبا الشرقية باعتباره علامة على تقدم الرومانسية في الثقافة الرسمية الروسية. ووضع النحات بيتر كلودت شخصيته الضخمة على قاعدة طويلة تحيط بها من جميع الجوانب نقوش صاخبة صممها ألكساندر أجين (1817-1875) تمثل مشاهدًا من الحكايات الخرافية. وبعد ذلك بوقت قصير، ضُمِّن مع شخصيات أدبية أخرى في نصب الألفية الروسية في فيليكي نوفغورود في عام 1862.
في وقت لاحق مالت بعض الأعمال التذكارية إلى تمثيل الحكايات الخرافية بشكل منفصل عن التمثال الرئيسي للشاعر. وكان هذا هو الحال في الساحة التي سميت باسمه في تفير، حيث أمضى معظم طفولته؛ وشيد في الذكرى المئوية لوفاة كريلوف في عام 1944، ويمثل الشاعر وهو واقف ينظر إلى زقاق تصطف عليه نقوش معدنية من الخرافات المركبة على القاعدة. ورُكِّب نصب تذكاري لاحق في حي بطريرك بوندس بموسكو في عام 1976. كان هذا من أعمال أندريه دريفين ودانييل ميتليانسكي والمهندس المعماري أ. شالتكيان. يحيط التمثال الجالس لعشاق الشجر اثني عشر نقشًا منمقًا من الخرافات في الطرق المجاورة.
يتشارك كريلوف نصبًا تذكاريًا آخر مع الشاعر ألكسندر بوشكين في مدينة بوشكينو السوفيتية. كان الاثنان صديقين، وقام بوشكين بتعديل وصف كريلوف لـ «مجموعة من أكثر المبادئ صدقًا» (مسرحية «الحمار والفلاح») لتوفير افتتاحية شعرية لروايته الرومانسية، يوجين أونجين. كانت حكايات كريلوف الخرافية مشهورة لدرجة أن القراء تنبهوا له من أول سطر: «عمي، أكثر المبادئ صدقًا».
استُخدمت بعض صور كريلوف لاحقًا كأساس لتصميم الطوابع التذكارية. رسم اثنان في عام 1944 في الذكرى المئوية لوفاته على طابع جامع، في حين أن طابع الأربعة كوبك (جزء من الروبل) الصادر في عام 1969 في الذكرى المئوية الثانية لميلاده يعود إلى بورتريه بريولوف له.  نفس الصورة مصحوبة برسم توضيحي لحكايته «الذئب في بيت الكلب» على ورقة الأربعين كوبك في سلسلة مشاهير الكتاب لعام 1959. خُلدت الذكرى 150 لوفاة كريلوف بصك عملة فضية من الروبل في عام 1994. يُحتفل به أيضًا في العديد من الشوارع التي سُميت باسمه في روسيا وكذلك في الأراضي السوفيتية السابقة.

## وصلات خارجية
- إيفان كريلوف على موقع الموسوعة البريطانية (الإنجليزية)
- إيفان كريلوف على موقع ميوزك برينز (الإنجليزية)
- إيفان كريلوف على موقع ديسكوغز (الإنجليزية)

- إيفان كريلوف على الموقع الرسمي الأكاديمية الروسية للعلوم